# Fiesta de los Arrieros
La fiesta de los Arrieros (en catalán: Festa dels Traginers) es una fiesta celebrada en el municipio de Balsareny, Barcelona, el último domingo antes del Carnaval. Su propósito es homenajear el antiguo gremio de los arrieros, claves en el desarrollo del comercio y la comunicación en las zonas rurales de esta región.
Heredera de las celebraciones dedicadas a San Antonio Abad (San Antón) y vinculada a las tradicionales bendiciones de animales, aunque con unas características propias y distintas a las de las típicas fiestas de Tres Tombs (‘Tres Vueltas’), la fiesta de los Arrieros ha sido declarada Fiesta de Interés Turístico Nacional por el Gobierno de España en 1970, Fiesta Tradicional de Interés Nacional por la Generalidad de Cataluña en 1999 y registrada en el Catálogo del Patrimonio Festivo de Cataluña en 2010.

## Historia
El origen de la festividad está en la bendición de los animales por San Antonio, protector de los animales y —en la tradición local— patrón del ganado y de los «animales de pie redondo» (los animales de granja mamíferos). Como las demás festividades en honor a San Antonio, típicamente las Tres Vueltas, la fiesta de los Arrieros también se celebraba originalmente el 17 de enero hasta finales del siglo XIX (fecha documentada, puede que se siguiera celebrando en esta fecha entrado el siglo XX).
Balsareny era lugar de paso en el camino que conectaba las llanuras del interior de Cataluña con el Pirineo y el sur de Francia. Las arrieros usaban este camino para el transporte de mercancías, bordeando el río Llobregat. Las carreras, juegos y competiciones que se organizaban en honor a San Antonio durante la bendición de los animales debieron ser el origen de la fiesta actual.
Documentos que recogen las celebraciones en Balsareny el 17 de enero de 1940, día de San Antonio, describen un acto sencillo que incluía la bendición de los animales, un pequeño desfile y un baile, usando un gramófono. Fue en 1943 cuando se acordó la restauración de la fiesta en su totalidad, estructurada en torno a sus elementos más tradicionales que siguen a día de hoy: la misa de la bendición de los animales, la elección de los abanderados y de los «cordonistas» (los acompañantes que sujetan los cordones de la bandera), la cabalgata, el juego de las anillas y el baile de San Antonio. Por ese entonces, la fiesta recibió el nombre de fiesta de los Arrieros (solo en español, tanto a nivel local como oficial).
En 1963, a raíz de un accidente vial, las autoridades prohibieron celebrar la carrera tradicional por carretera, por lo que en 1964 comenzó la tradición de la subida al castillo de Balsareny. En 1966, la fiesta pasó a llamarse localmente Festa dels Traginers, que más tarde se convertiría en su nombre oficial, teniendo el mismo significado que el hasta entonces nombre en español. Durante esos años, la fiesta fue promovida a nivel nacional, supervisada por una comisión y con una nutrida participación ciudadana, resultando en que en 1970 fuera declarada Fiesta de Interés Turístico Nacional por las autoridades españolas.

## Descripción
Actualmente, la fiesta de los Arrieros se celebra cada año el domingo de sexagésima, es decir el domingo de la semana anterior al Carnaval y el segundo antes del Miércoles de Ceniza, aunque los primeros actos preliminares comienzan ya el viernes y sábado anteriores.
Las celebraciones del viernes se inician con el correfoc infantil y un concierto juvenil, y ya en sábado se abren la Despensa de los Arrieros, la Taberna de los Arrieros y el Mercado de los Arrieros, dando comienzo a las actividades infantiles como los paseos en burrito y los Pequeños Arrieros. Las actividades para adultos comienzan por la noche del sábado, con el correfoc principal, la primera Ruta del Arriero, el correbars (cercatasques) y el baile final.
El domingo a primera hora de la mañana, los participantes de la cabalgata se reúnen en la Tostada del Arriero, un banquete de desayuno al aire libre. A continuación, se realizan actividades de contenido histórico-folclórico y se exhiben los aperos de labranza, el herraje, la esquila y otros antiguos oficios relacionados, así como una demostración de la elaboración artesanal de los embutidos de cerdo. A lo largo de la mañana se pueden visitar el Mercado, la Taberna y la Despensa del Arriero.
El evento principal de la fiesta y el más esperado, la gran cercavila dels traginers (‘pasacalle de los arrieros’), se celebra a media mañana. Se trata de una cabalgata de retrospectiva histórica del antiguo arriero del camino real de Berga (nombre del antiguo camino real controlado desde el castillo de Balsareny). El desfile incluye una variedad de modelos de carros y carruajes con adornos de todo tipo, encabezados por la bandera de San Antonio llevada por un abanderado acompañado de dos cordonistas, los tres montados a caballo. También se celebran típicos eventos de la cultura popular local, como el baile de Bastones, el baile de la Faja o el Esbart Sant Esteve, y la cultura popular catalana en general, como los trabuqueros, gigantes y cabezudos, bandas y conjuntos musicales antiguos. Después del almuerzo, se celebran carreras de asnos, ponis, mulas y caballos.
En 2001, la fiesta recibió unos 26 000 visitantes. A partir de 2011, se elige al arriero de honor (traginer d'honor) de la fiesta.